# Szélétien
Objets typiques
pointes foliacées, grattoirs
Le Szélétien est une culture archéologique dite de transition, datée entre la fin du Paléolithique moyen et le début du Paléolithique supérieur. On le trouve en Slovaquie, en Moravie, au nord de la Hongrie, et au sud de la Pologne. 
Il est daté entre 41 000 et 37 000 ans avant le présent et tire son nom de la grotte de Szeleta (hu) dans la montagne de Bukk en Hongrie.
Industrie lithique : 
- présence de pointes foliacées ;
- débitage de type prismatique ou discoïde ;
- présence de bifaces de type micoquien et à dos.

L'absence de restes humains ne permet pas d'attribuer cette culture à l'Homme de Néandertal ou à l'Homme moderne. Le caractère composite de l'industrie lithique, ni moustérienne ni aurignacienne, font que le Szélétien est classé pour le moment dans la famille des cultures de transition coincée entre les associations "Paléolithique moyen-Moustérien-Homme de Néandertal" et "Paléolithique supérieur-Aurignacien-Homme moderne".

## Historique
Le Szélétien tire son nom de la grotte de Szeleta (hu) près de Miskolc en Hongrie.

## Répartition géographique
Le Szélétien est présent en Hongrie (spécialement dans les montagnes de Bükk), en Moravie au sud-est de la République tchèque, au sud de la Pologne et en Moldavie septentrionale.

## Chronologie
Le Szélétien tirerait son origine dans le Babonyien des monts Bükk.
La plus ancienne date obtenue dans la grotte de Szeleta est une date radiocarbone d'environ 45 000 ans calibrés AP, voire 48 000 ans calibrés AP.
On distingue deux phases, le Szélétien ancien (couche 3 de la grotte de Szeleta (hu)) et le Szélétien récent, ce dernier étant contemporain de l'interstade d'Hengelo-les Cottés.

## Relation avec les autres cultures
Le Szélétien est voisin du Bohunicien, autre culture de transition contemporaine que l'on trouve un peu plus au nord-ouest.
L'imbrication chronologique du Szélétien avec les autres cultures archéologiques n'est pas claire : le Szeletien semble succéder au Micoquien (ou groupe Keilmesser), ou au Moustérien voire au Bohunicien, il est contemporain et voisin de l'Aurignacien situé plus à l'est, et remplacé par le Gravettien.
Le Szélétien partage la présence de nombreuses pointes foliacées avec le Jerzmanowicien contemporain en Europe du Nord.